# 보령성곽
보령성곽(保寧城郭)은 대한민국 충청남도 보령시 주포면 보령리에 있는 조선시대의 성곽이다. 1984년 5월 17일 충청남도의 문화재자료 제146호로 지정되었다.

## 개요
충남 보령시 주포면 보령리에 있는 보령성곽은 조선 태종 원년(1400) 봉당성을 없애고, 세종 12년(1430) 최윤덕·박안식이 새로 터를 잡아, 서산군수 박눌생·보령현감 박효성과 힘을 합하여 돌로 쌓아 올린 성이다.
세종 13년(1431)에 부임한 현감 정대(鄭帶)가 이듬해부터 성 안에 140여 간의 관아건물을 건립하였다고 전한다. 문헌에 성의 둘레 630m, 높이 3.5m이며, 성문 3개, 성문을 보호하기 위하여 성문 밖으로 쌓은 작은 성인 옹성 2개가 있고, 성안에 우물 3개, 성밖에 주위에 물길을 만든 도랑 600m가 있었다고 기록되어 있다.
현재 성안에는 주포초등학교와 보령중학교가 있고, 동쪽과 북쪽에는 성벽이 잘 남아있으며, 보령현 정문인 해산루가 보존되어 있다.

## 같이 보기
- 보령 관아문 - 충청남도 유형문화재 제40호

## 참고 자료
- 보령성곽 - 국가유산청 국가유산포털
- 주포초등학교
- 보령중학교